# August von Platen-Hallermünde
Karl August Georg Maximilian von Platen-Hallermünde, född 24 oktober 1796 i Ansbach, död 5 december 1835 i Syrakusa på Sicilien, var en tysk greve och diktare. 
von Platen tillhörde en adlig familj. Han uppfostrades vid kadettkåren i München bayersk militär och deltagare i Napoleonkrigen. 1818 tröttnade han på militärlivet för att i stället ägna sig åt poesi och vetenskap och flyttade 1818 till Würzburg och därifrån 1819 till Erlangen för studier, varifrån han företog sju täta resor genom Tyskland, Österrike, Schweiz och Norditalien.
von Platen var influerad av persisk poesi och i synnerhet poeten Hafez, vilket kom till uttryck i hans samling Ghaselen från 1821. Han var bosatt i Italien från 1826. von Platens homosexualitet, som avslöjades av Heinrich Heine sedan von Platen farit ut i antisemitiska gliringar mot denne, anses ha haft stor betydelse i hans senare diktning. 

## Lyrik
- Ghaselen (1821)
- Lyrische Blätter (1821)
- Neue Ghaselen (1823)
- Sonette aus Venedig (1825)
- Polenlieder (1831)

## Dramatik
- Der gläserne Pantoffel (1823)
- Der Schatz des Rampsinit (1824)
- Der Turm mit den Sieben Pforten, ein Lustspiel (1825)
- Die verhängnisvolle Gabel (1826)
- Der romantische Ödipus (1829)
- Die Liga von Cambrai (1833)

## Samlade verk
- I redaktion av Max Koch och Erich Petzet: August Graf v. Platens sämtliche Werke in 12 Bänden. Historisch-kritische Ausgabe mit Einschluss des handschriftlichen Nachlasses. 1910.